# Valepotriate
Valepotriate ist die Bezeichnung für eine Gruppe von pflanzlichen Inhaltsstoffen, die in den Baldriangewächsen Echter Arznei-Baldrian (Valeriana officinalis), Valeriana wallichii, Valeriana mexicana und Rote Spornblume (Centranthus ruber) vorkommen. Die Bezeichnung geht auf „Valeriana-Epoxy-Triester“ zurück.

## Chemischer Aufbau
Die Valepotriate sind Iridoide, deren Hydroxygruppen mit Isovaleriansäure und Essigsäure verestert sind
sowie einen Epoxid-Ring aufweisen.
| Name               | Struktur   | R1         | R2              | R3         | PubChem |
| ------------------ | ---------- | ---------- | --------------- | ---------- | ------- |
| Valtrat            |            | Acetyl     | Isovaleryl      | Isovaleryl | 442436  |
| Isovaltrat         | Isovaleryl | Acetyl     | Isovaleryl      | 92275      |         |
| Dihydrovaltrat     |            | Isovaleryl | Acetyl          | Isovaleryl | 65689   |
| Homodihydrovaltrat | Isovaleryl | Acetyl     | 3-Methylvaleryl |            |         |

## Vorkommen
Valtrat ist ein farbloses Öl, das auch in der Kesso-Wurzel vorkommt und optisch aktiv ist.

## Biologische Wirkungen
Den Valepotriaten wird eine äquilibrierende, d. h. bei Erregung sedierende und bei Ermüdung aktivierende Wirkung zugeschrieben. Sie sind jedoch nicht in Baldriantee und -tinktur enthalten.
In vitro zeigen Valepotriate und ihre Metaboliten alkylierende, zytotoxische und mutagene Wirkungen.